# 1561 Fricke
1561 Fricke (1941 CG) là một tiểu hành tinh vành đai chính được phát hiện ngày 15 tháng 2 năm 1941 bởi Reinmuth, K. ở Heidelberg.